# 이반룡
이반룡(李攀龍, 1514년 ~ 1570년)은 중국 명대의 시인이다. 자는 우린(于鱗), 호는 창명(滄溟)이다.
산둥(山東) 지난(濟南) 사람. 가정(嘉靖) 23년(1544)의 진사. 홍치(弘治)·정덕 연간(正德年間)의 이몽양(李夢陽, 1475-1531) 등의 '전칠자(前七子)'가 제창한 "문은 필히 진한(秦漢), 시는 필히 성당(盛唐)"을 모범으로 그 '격조'를 모방하라는 복고운동(고문사파)을 계승하여, '후칠자(後七子)'의 수령으로서 당시 절대적인 명망을 얻어, 의고주의의 절정기를 이룩하였다. 그가 편선(編選)했다고 하는 <당시선(唐詩選)>(사실은 僞託이라고 함)은 널리 읽혔다.